# Zelva (ort i Belarus)
Zelva (belarusiska: Зэльва) är en köping i Belarus.   Den ligger i voblasten Hrodna voblast, i den västra delen av landet, 200 km väster om huvudstaden Horad Mіnsk. Zelva ligger 138 meter över havet och antalet invånare är 6 906. Den ligger vid sjön Zelvenskaje Vadaschovіsjtja.

## Natur och klimat
Terrängen runt Zelva är platt. Runt Zelva är det ganska glesbefolkat, med 27 invånare per kvadratkilometer.. Det finns inga andra samhällen i närheten.
Omgivningarna runt Zelva är en mosaik av jordbruksmark och naturlig växtlighet.  Trakten ingår i den hemiboreala klimatzonen. Årsmedeltemperaturen i trakten är 6 °C. Den varmaste månaden är juli, då medeltemperaturen är 20 °C, och den kallaste är februari, med −10 °C.